# Trambus SpA

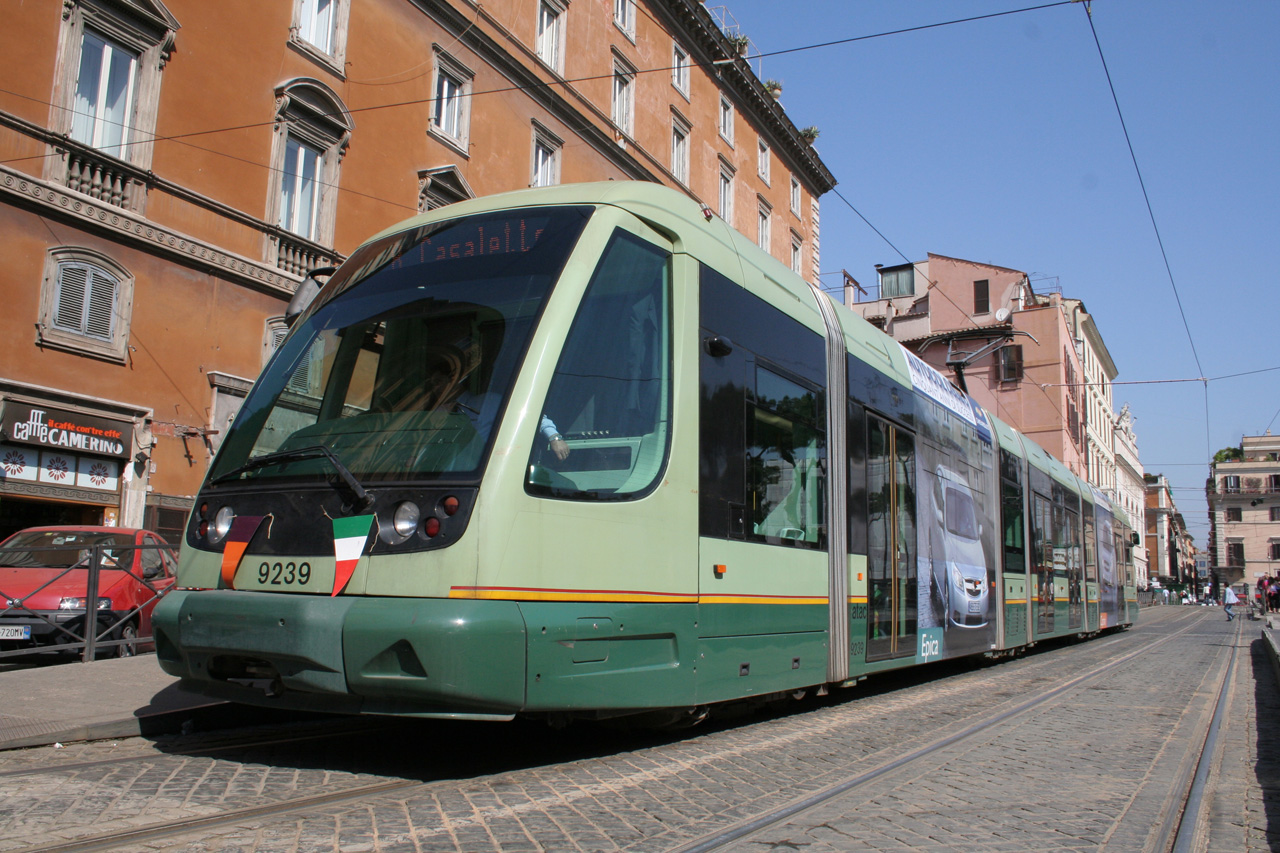
Tram uit de 9200-serie, Via Torre Argentina op 21 april 2007.

Trambus SpA is de exploitant van de trams, bussen en trolleybussen in Rome. Het bedrijf vervoert elke dag 2,47 miljoen reizigers. Trambus SpA behaalt een jaaromzet van 480 miljoen euro. Trambus exploiteert in opdracht van vervoersautoriteit ATAC.
Met 2427 bussen worden 247 buslijnen bediend (een netwerk van 2130 kilometer lang) en met 159 trams worden zes lijnen bediend (een netwerk van 50 kilometer). Trambus exploiteert 's nachts een nachtnet van 306 kilometer lang (22 lijnen). 